# Ašur (bog)
Ašur (asir. ’Aššur; akad. Anšur i Anšar) je ime jednog od glavnih asirskih božanstava, uz Ištar, Ninurtu, Šamaša, Adada i Sina.

## Ime
Ime mu znači »nebeska os«, te je riječ o bogu neba. Njegova sestra i žena zove se Kišar, što znači »zemaljska os.« Uz ovo asirsko i akadsko ime, često ga se u novoasirskom nazivalo samo kratko Aš, a u starobabilonskom Ausar.
Nadimci su mu, među ostalima, bili Belu Rabu (Veliki Gospodar), Ab Ilani (Otac bogova), Šadu Rabu (Veliki Brijeg) i Ilu Ašuru (Boš Ašura).

## Mit
Ašur je kralj bogova i vrhovno božanstvo. Ipak, o njemu se nije sačuvalo mnogo mitova, a i njegov je lik bez mnogih osobnih značajki kakve krase ostale asirske bogove. Za njega se samo zna da je vladar i nadglednik Asirije.
Ašur je pripadao i ranijoj akadskoj mitologiji te sumerskoj mitologiji, a u novoasirsko doba obično je poistovjećivan s babilonskim Mardukom.

## Kult
Bio je zaštitnika grada Ašura, gdje mu je stajao i glavni hram, Ešara, što su ga podizali i obnavljali asirski kraljevi. Hram je, za arheoloških iskapanja, istražilo Njemačko orijentalno društvo.

## Ikonografija
Obično ga se prikazivalo kao streličara u letu, a takvo je njegovo prikazivanje znatno utjecalo na kasnije prikaze Ahura Mazde.

## Suvremeni prikazi
Lik Ašura nalazi se na asirskoj zastavi.